# 大叶薄鳞蕨
大叶薄鳞蕨（学名：Leptolepidium subvillosum var. dilatatum）为中国蕨科薄鳞蕨属下的一个变种。

## 扩展阅读
- 維基物種上的相關：大叶薄鳞蕨